# 美国国立自然历史博物馆
美国国立自然历史博物馆（英語：National Museum of Natural History）是一家位于美国华盛顿哥伦比亚特区的博物馆，由国立博物馆机构史密森尼学会管理；免费入场，一年开放364天。在2016年計有710万人次的游客，是世界上的参观人次第11大的博物馆，也是世界上参观人次最大的自然博物馆。在国家广场中心的博物馆于1910年启用，是第一批专为保存国家藏品和研究设施而建造的史密森尼建筑之一。主楼的总面积为1.5 × 106平方英尺（140,000平方），拥有325,000平方英尺（30,200平方）的展览和公共空间，并能容纳1千多名员工。
博物馆的藏品包含超过1.45亿个标本，包括植物、动物、化石、矿物、岩石、陨石、人类遗骸和人类文化文物，是世界上最大的自然历史收藏品。约有185名专业自然史科学家以此為家－他们是世界上专门致力于研究自然和文化历史的最大科学家群体。

## 标本
中国赠送给美国的大熊猫兴兴的遗体被移交给美国国家自然历史博物馆保存。

## 大众文化
2009年時上映的美國冒險喜劇電影《博物馆惊魂夜2》（Night at the Museum: Battle of the Smithsonian）是一齣獲得國立自然史博物館官方支援、以該博物館為主場景所拍攝而成的作品，在片中曾出現過大量以博物館實際館藏為藍本所創造的電影角色或橋段。

## 图库

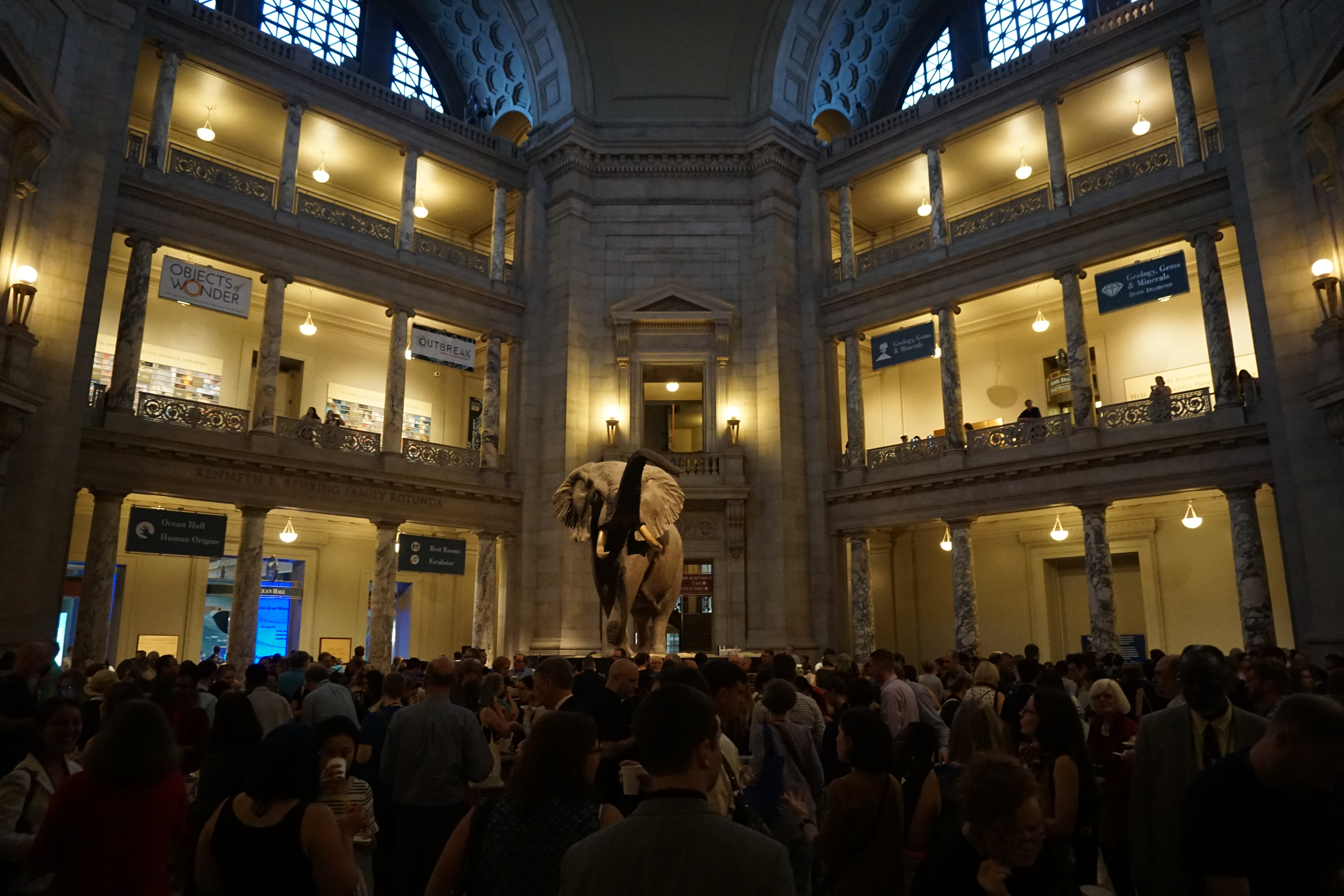
晚上的圆形大厅
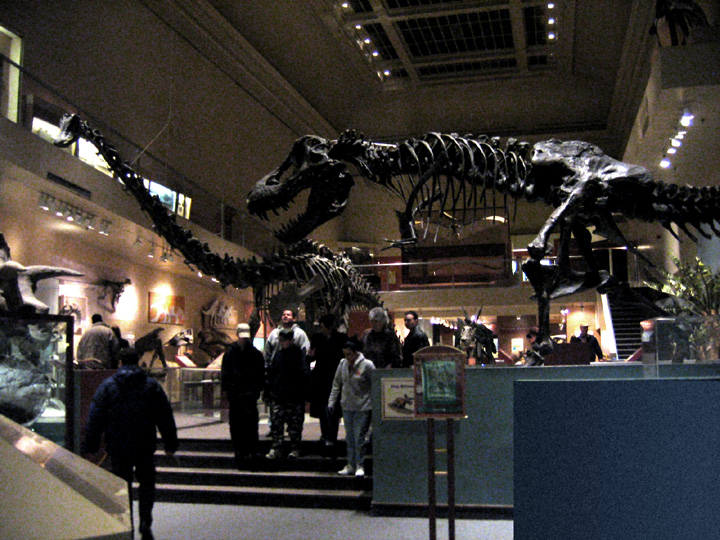
恐龙大厅
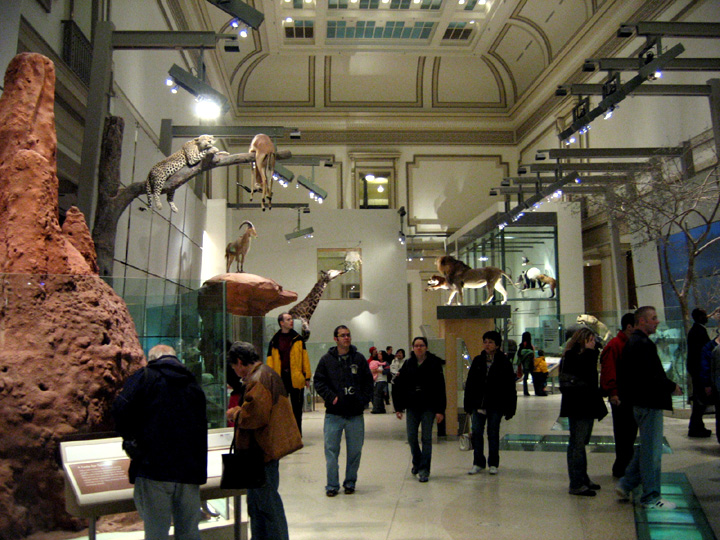
哺乳动物大厅
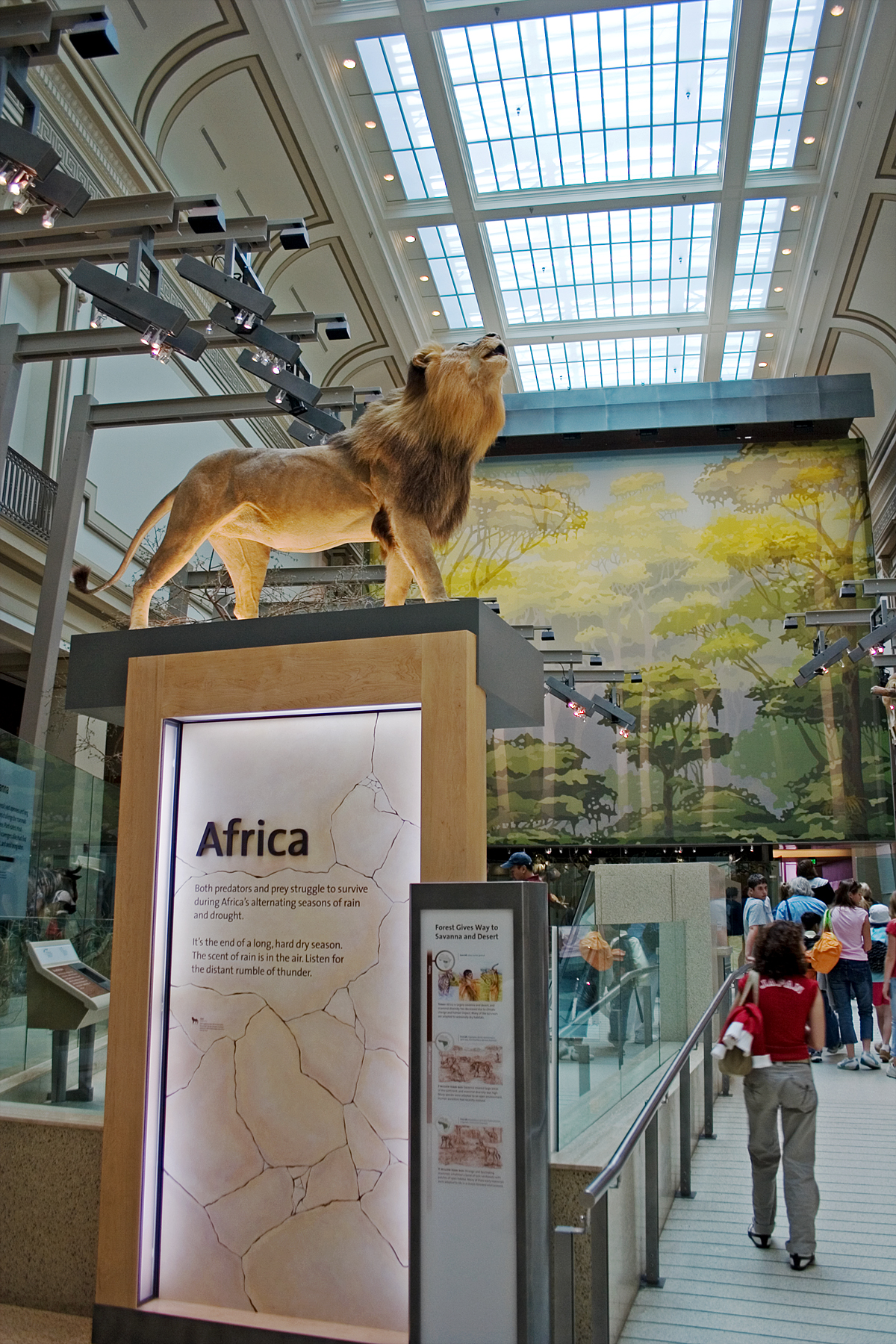
哺乳动物大厅
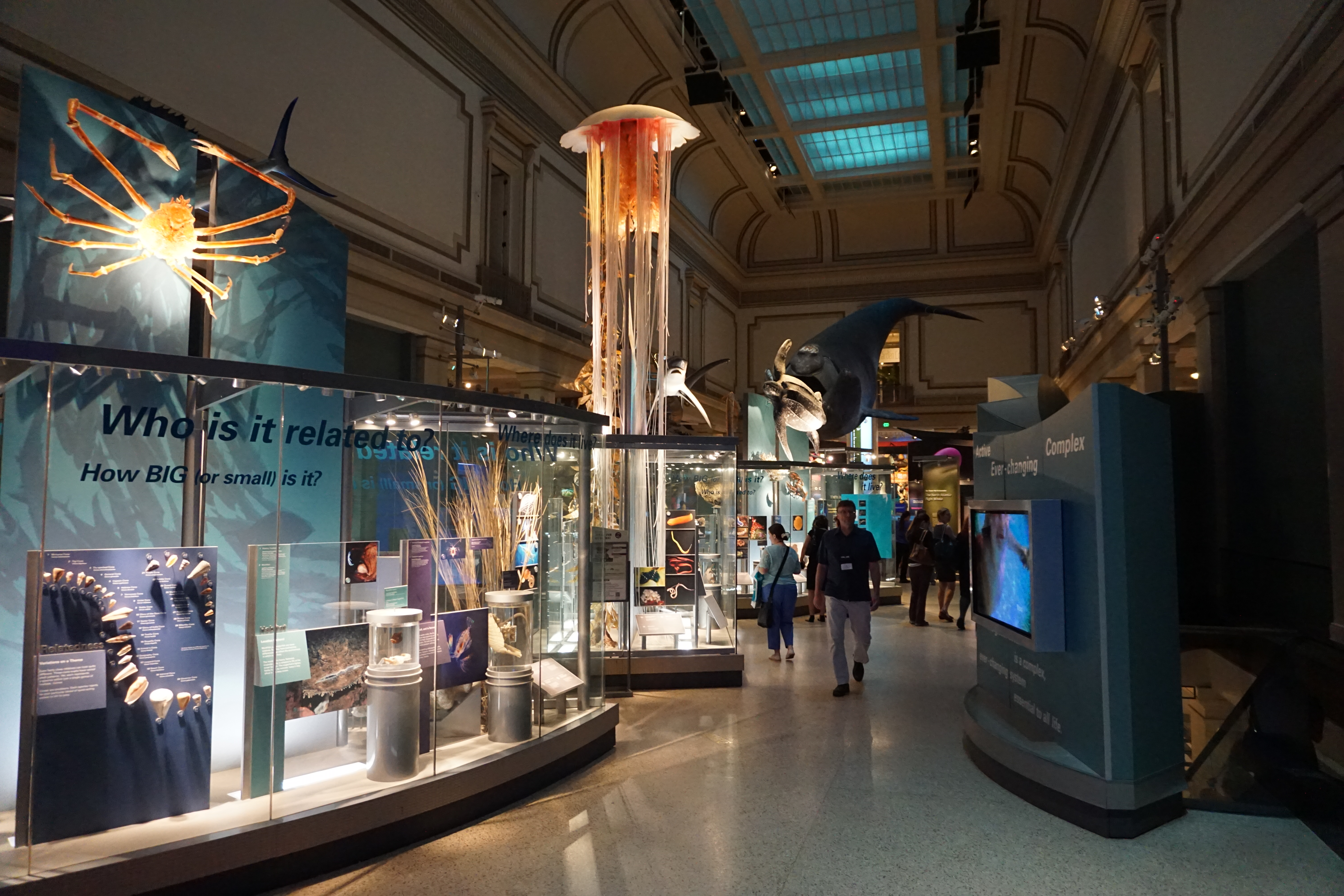
海洋大厅